# Elateriospermum tapos
Elateriospermum tapos ist ein Baum in der Familie der Wolfsmilchgewächse aus Thailand, Malaysia und dem nördlicheren Indonesien. Es ist die einzige Art der Gattung Elateriospermum.

## Beschreibung
Elateriospermum tapos wächst als halbimmergrüner Baum bis über 30 Meter hoch. Der Stammdurchmesser erreicht über 55 Zentimeter. Der Stamm ist an der Basis oft geriffelt oder es sind kleinere Brettwurzeln ausgebildet. Die leicht raue, grau-braune bis bräunliche Borke ist rissig bis schuppig oder abblätternd. Der Baum führt einen Milchsaft, Latex.
Die wechselständigen, einfachen Laubblätter sind gestielt und an den Zweigenden gruppiert. Der rinnige Blattstiel mit oben zwei Drüsen und Pulvini ist bis zu 8 Zentimeter lang. Die ledrigen, kahlen und ganzrandigen, eiförmigen bis verkehrt-eiförmigen oder elliptischen, rundspitzigen oder bespitzten bis geschwänzten Blätter sind bis 24 Zentimeter lang. Die Blätter sind oberseits dunkelgrün, unterseits heller mit gefiederter Nervatur und die Seitenadern laufen intramarginal zusammen. Die kleinen Nebenblätter sind früh abfallend. Die jungen Blätter sind rötlich.
Elateriospermum tapos ist einhäusig monözisch. Es werden achselständige, längere, fein behaarte und gemischte, rispige, langstielige Blütenstände mit zymösen Gruppen mit einer weiblichen und 6 männlichen Blüten gebildet. Es sind kleine Tragblätter vorhanden. Die unangenehm duftenden, kleinen und funktionell eingeschlechtlichen, gestielten Blüten sind weiß bis gelblich mit einfacher Blütenhülle, die Kronblätter fehlen. Die 4–6 freien und dachigen, bis 6–8 Millimeter langen, eiförmigen Kelchblätter sind außen behaart. Es sind in den kleineren männlichen Blüten etwa 10–20 freie, sehr kurze Staubblätter vorhanden und es kann ein reduzierter Pistillode ausgebildet sein. Die größeren weiblichen Blüten besitzen sehr kleine Staminodien und der dicht behaarte, mehrkammerigen Fruchtknoten ist oberständig mit drei minimalen Griffelästen mit kleinen, kopfigen, leicht geteilten Narben. Es ist jeweils ein Diskus vorhanden, bei den weiblichen Blüten ist er kurz becherförmig.
Es werden rundliche, septizid-lokulizide, bis 5,3 Zentimeter große und leicht gelappte, kahle, erst rötliche, später braune Kapselfrüchte gebildet. Die drei großen, braunen, ellipsoiden oder schmal-eiförmigen und glatten Samen sind bis 3,5 Zentimeter lang. Die Kapseln öffnen sich explosiv mit den zweiklappigen Fächern (Cocci), ballochor und schleudern die Samen einige Meter weit aus.

## Verwendung
Die Samen sind essbar, sie werden gekocht, geröstet oder fermentiert verwendet. Roh sollten sie nicht konsumiert werden denn sie enthalten Amygdalin.
Aus den Samen kann ein Speiseöl gewonnen werden.
Das schwere Holz ist nur mäßig beständig.